# Portada/article març 7
La magnitud de l'ascens ebullioscòpic, ∆Tb, ve donada per la diferència de temperatures d'ebullició de la dissolució i del dissolvent pur, Tb i Tb*, respectivament:

## Augment ebullioscòpic
L'augment ebullioscòpic és l'augment de la temperatura d'ebullició que experimenta una dissolució respecte de la temperatura d'ebullició del dissolvent pur.
La magnitud de l'ascens ebullioscòpic, ∆Tb, ve donada per la diferència de temperatures d'ebullició de la dissolució i del dissolvent pur, Tb i Tb*, respectivament: